# Référendum letton de 1998
 (août 2025).
Le référendum letton de 1998 est un référendum en Lettonie, ayant eu lieu le 3 octobre 1998. Le référendum propose la confirmation d'une loi qui permet la naturalisation facilitée des apatrides nés après 1991.
Le référendum a un taux de participation de 69,2 % avec 928 040 votants pour un corps électoral de 1 341 873 personnes. 46,1 % des votants ont répondu favorablement à la question posée soit 416 584 personnes. 53,9 % des votants se sont opposés à la question posée soit 487 559 personnes. 